# Adolf Storms
Adolf Storms (* 28. August 1919 in Lintfort, Deutschland; † 28. Juni 2010 in Duisburg, Deutschland) war ein SS-Unterscharführer und Angehöriger der Waffen-SS-Division „Wiking“ sowie einer der mutmaßlichen Haupttäter des Massakers im burgenländischen Ort Deutsch Schützen. Bei diesem Endphaseverbrechen wurden am 29. März 1945 etwa 60 jüdische Zwangsarbeiter aus Ungarn ermordet. Bekanntheit erlangte der „Fall Storms“, weil der Täter durch einen Zufall aufgespürt und vom Wiener Politikwissenschaftler Walter Manoschek mit seiner Vergangenheit konfrontiert wurde, woraus der 2012 erstmals gezeigte Dokumentarfilm Dann bin ich ja ein Mörder entstand.

## Leben

### Vorkriegszeit, Kriegseinsatz
Die Informationen über Adolf Storms Leben vor und nach seinem Kriegsdienst sind äußerst spärlich. Bekannt ist, dass er 1939 als Freiwilliger zum Reichsarbeitsdienst (RAD) ging und mit Kriegsausbruch zur Deutschen Reichsbahn wechselte, wo er seinen Angaben zufolge am Fahrkartenschalter eines Bahnhofes beschäftigt war. Zum 1. März 1942 meldete er sich freiwillig zur Waffen-SS und wurde zunächst einem Ersatzbataillon des SS-Panzergrenadier-Regiments „Westland“ der SS-Division „Wiking“ zugeteilt. Im September 1942 wurde Storms an der Ostfront im Kaukasus schwer verwundet und kam nach mehrmonatigem Lazarettaufenthalt 1943 zum Feldausbildungsbataillon 5 der Division nach Klagenfurt, später nach Ellwangen (Jagst). Als Waffenmeister kam er vermutlich im Spätherbst 1943 zu seiner Einheit (8. Schützenkompanie des Regiments „Westland“ der Division „Wiking“) an die Ostfront zurück. Als Angehöriger dieser Einheit wurde er zum SS-Unterscharführer befördert und erhielt im März 1944 das Eiserne Kreuz II. Klasse verliehen. Er hatte zu jenen Soldaten gehört, denen es gelungen war, aus dem Kessel von Tscherkassy zu entkommen. Im Dezember 1944 wurde die Division nach Ungarn verlegt, wo sie sich an den Angriffen zum Entsatz von Budapest beteiligte und nach deren Scheitern kämpfend in Richtung des Südostwalls zurückzog. Dabei wurde Adolf Storms im März 1945 am Plattensee von seiner Einheit getrennt, schlug sich in der Folgezeit allein in Richtung der österreichischen Grenze durch und erreichte am Abend des 28. März 1945 Deutsch Schützen.

#### Massaker in Deutsch Schützen
In Deutsch Schützen befanden sich zu dieser Zeit rund 500 ungarisch-jüdische Zwangsarbeiter, die am örtlichen Unterabschnitt des Südostwalls zu arbeiten hatten. Mit der Leitung der Bauarbeiten war Alfred Weber, ein Bannführer der Hitlerjugend (HJ), als Unterabschnittsleiter betraut. Angesichts des Herannahens der Front und der Ankündigung der Wachmannschaften, keinesfalls auf das Eintreffen der Roten Armee zu warten, kursierten unter der Bevölkerung des Ortes bereits Gerüchte, dass die Juden wohl vor dem Rückzug alle erschossen werden würden. Nach dem Eintreffen von Storms und zwei anderen Mitgliedern der Waffen-SS versicherte sich Weber, welcher mit großer Sicherheit der Urheber des Mordplans war, deren Mithilfe bei der für den folgenden Tag angesetzten Liquidierung der Zwangsarbeiter. Nachdem am Morgen des 29. März die Aufgabenteilung für den bevorstehenden Massenmord festgelegt war, wurden die Zwangsarbeiter in Gruppen von 20 bis 30 Mann eingeteilt, durch die noch anwesenden HJ-Angehörigen – knapp 17-jährige Burschen – von ihrer Unterkunft zum Friedhof von Deutsch Schützen geleitet, dort von den anderen HJ-Mitgliedern übernommen und zur alten Kirche, der Martinskirche, gebracht, von wo sie einer der SS-Männer, die das Mordkommando bildeten, zur Hinrichtungsstätte führte. Zum weiteren Vorgehen heißt es in der Anzeige des Bezirksgendarmeriekommandos Oberwart vom 31. August 1945 an die Staatsanwaltschaft Wien:

„Die Juden wurden vorerst angewiesen ihr Werkzeug abzulegen. Dann mußten sie vortreten und ihre Uhren abgeben. […] Dann mußten sich die Juden nebeneinander im Graben aufstellen. Sodann schossen der SS Unterscharführer [recte: SS-Oberscharführer] Storms mit einer Pistole, und der SS Hauptscharführer und 1 Feldgend[arm] mit einer Maschinenpistole die Juden nieder. Noch bevor die Juden in den Graben gingen, flehten sie die SS Männer mit gefalteten Händen an, sie mögen sie doch nicht erschießen. Doch dies war vergebens und die SS Männer versetzten mehreren Juden mit den Füßen Tritte, so daß diese in den Graben fielen.“

#### Todesmarsch nach Hartberg
Nachdem etwa sechzig Juden erschossen worden waren und die mittlerweile dritte Opfergruppe auf ihr Ende wartete, kam aus dem Ort der mündlich weitergegebene Befehl, die Erschießungen unverzüglich einzustellen. Einigen Zeugenaussagen zufolge war er Weber telefonisch vom Kreisleiter von Oberwart, Eduard Nicka, erteilt worden. Weber veranlasste nun die „Evakuierung“ der noch lebenden rund 400 Juden in Richtung Hartberg. Zusammen mit den SS-Männern bildete er die Bewachung des Elendszuges, der sich noch am Vormittag in Marsch setzte. Die HJ-Angehörigen, zu denen mittlerweile drei weitere nach den Erschießungen im Ort eingetroffene Hitlerjungen gestoßen waren, verscharrten auf Webers Befehl hin die Leichen und schlossen danach zur Marschkolonne auf. Deren Weg führte zunächst von Deutsch Schützen über St. Kathrein, Kohfidisch, Kirchfidisch und Mischendorf nach Jabing, wo genächtigt wurde. Über Rotenturm an der Pinka, Oberdorf, Litzelsdorf, Mitterberg und Wolfau erreichte der Zug am nächsten Tag schließlich Hartberg.
Auf dem Marsch waren die Juden nicht nur der brutalen Behandlung ihrer Bewacher ausgesetzt, sondern es kam am 30. März 1945, dem zweiten Marschtag, auch zu Morden an erschöpften Juden, welche von den SS-Männern begangen wurden. Durch Zeugenaussagen und den Fund der Leiche ist bestätigt, dass Adolf Storms an diesem Tag auf dem Wegstück zwischen Jabing und Oberdorf einen erschöpften Juden in einem Waldstück erschoss. Nachdem die Marschkolonne Hartberg erreicht hatte, wurden die Zwangsarbeiter einem Parteifunktionär der NSDAP übergeben, der sie danach offenbar an eine Volkssturmeinheit abgab, die sie auf dem Weitermarsch in Richtung Graz zu bewachen hatte. Obwohl die SS-Begleitmannschaft ab hier in den Quellen nicht mehr erwähnt wird, kann nicht ausgeschlossen werden, dass zumindest einer der SS-Männer den Transport auf seiner weiteren Route begleitete, nicht zuletzt auch, weil sich Einheiten der SS-Division „Wiking“ nach wie vor in diesem Raum aufhielten. Die Hitlerjungen, die von Deutsch Schützen bis hierher gelangt waren, erhielten nun eine vollständige militärische Ausbildung und dienten anschließend bis Kriegsende im Volkssturm. Adolf Storms war zu Beginn ihr Vorgesetzter, wurde später aber von einem Offizier der Wehrmacht ersetzt. Mit Kriegsende verlor sich nicht nur die Spur Alfred Webers, des Drahtziehers der Morde von Deutsch Schützen, sondern auch die Adolf Storms.

### Leben nach dem Krieg
Aufgrund des in Österreich 1946 durchgeführten Prozesses gegen die in den Massenmord verwickelten HJ-Angehörigen, und den 1956 durchgeführten Prozess gegen Alfred Weber als deren Auftraggeber, wäre es für die österreichische und deutsche Justiz durchaus möglich gewesen, auch Adolf Storms, der in den Prozessakten mit seinem richtigen Familiennamen genannt wurde und seit 12. Juli 1946 im Fahndungsblatt ausgeschrieben war, zur Verantwortung zu ziehen. Auch die Entdeckung des Massengrabes der Opfer des Deutsch Schützen-Massakers am 23. August 1995 wäre eine Gelegenheit gewesen, den letzten sich noch auf freiem Fuß befindlichen Täter gerichtlich zur Verantwortung zu ziehen. Laut österreichischem Strafgesetzbuch wäre das in die Grabsuche involvierte Bundesministerium für Inneres verpflichtet gewesen, in diesem Fall Anzeige wegen Mordes zu erstatten und Ermittlungen einzuleiten. Storms blieb aber unbehelligt, bis ein Student Walter Manoscheks in einer der Prozessakten auf seinen Namen stieß. Nach einer simplen Telefonbuchrecherche und einem Anruf in Deutschland stand fest, dass der Gesprächspartner der im Prozessakt Genannte war. Im Sommer 2008 suchte Manoschek Storms auf, der seine Einwilligung zu Interviews über seine Kriegserlebnisse gab und sich letztlich sogar bereit erklärte, diese filmen zu lassen.
Obwohl Storms in diesen Interviews immer wieder seine Bereitschaft beteuerte, sich an den 29. März 1945 erinnern zu wollen, ließ ihn sein Erinnerungsvermögen „im Stich“. Die Indizien, die protokollierten Zeugenaussagen der früheren Prozesse und die Aussagen der noch lebenden Zeitzeugen waren aber gewichtig genug, um die Staatsanwaltschaft Dortmund im November 2009 Anklage gegen den mittlerweile 90-Jährigen erheben zu lassen. Zur Eröffnung des Verfahrens kam es aber nicht mehr, da Adolf Storms im Juni 2010 verstarb. Das durch die Interviews mit Storms zustande gekommene Filmmaterial verarbeitete Manoschek – ergänzt durch Interviews mit am Massaker beteiligten HJ-Angehörigen und Überlebenden desselben – zu einer umfassenden Dokumentation über den 29. März 1945 in Deutsch Schützen.

## Dokumentation
- Dann bin ich ja ein Mörder. (Produktion und Drehbuch: Walter Manoschek; 70 Minuten, Farbe; Österreich 2012). Siehe dazu: online (youtube).